# Yan England
Pour les articles homonymes, voir England.
Yan England est un acteur, animateur de télévision, scénariste, producteur et réalisateur québécois né le 9 décembre 1981.

## Biographie
Originaire de Mont Saint-Hilaire au Québec, fils de la productrice Diane England et du journaliste économique Michel Girard, Yan England fait ses débuts à la télévision dans la série jeunesse Watatatow où il tient le rôle d'Einstein durant 9 ans. Parallèlement, il coanime l’émission Les Débrouillards avec Gregory Charles et Marie-Soleil Tougas, puis décroche des rôles dans des séries québécoises, canadiennes et américaines : Ramdam, 15/A, Ent'Cadieux, Headquarters: Warsaw, Buffy contre les vampires, Providence, Minuit, le soir, Yamaska, Trauma, etc.
Avant de se joindre à l’équipe de l’émission Ayoye! présentée à Radio-Canada, Yan England a suivi un perfectionnement durant cinq ans à Los Angeles, aux États-Unis. Il incarne également un personnage dans la série Une grenade avec ça? et a animé le magazine télévisé Fan Club, toutes les deux sur VRAK.TV. En août 2010, il a coanimé l'édition 2010 du KARV, l'anti.gala de Vrak en compagnie de Chéli Sauvé-Castonguay. Le 22 avril 2012, il remporte le trophée dans la catégorie émission de jeunesse au Gala Artis.
Au cours de l'année 2011, il tourne le court métrage Henry avec son propre argent afin de financer le film. Toute l'équipe de tournage, incluant les acteurs, ont accepté de travailler bénévolement. Le 10 janvier 2013, il obtient une nomination aux Oscar dans la catégorie du meilleur court métrage en prises de vues réelles pour son court métrage.
En 2016, il écrit et réalise son premier long métrage 1:54 mettant en vedette Antoine Olivier Pilon, Sophie Nélisse, Lou-Pascal Tremblay, Patrice Godin, Robert Naylor, Anthony Therrien, Guillaume Gauthier, Irdens Exantus, Karl-Antoine Suprice.

## Filmographie

### Films
- 2000 : La Vie après l'amour de Gabriel Pelletier : Bob Miron
- 2003 : Témoins à risque (en) (I Witness) de Rowdy Herrington : Jud
- 2004 : 1er juillet de Philippe Gagnon : Nick
- 2005 : Why George? de David Lowell Sonkin : Zach
- 2013 : House of Versace (en) de Sara Sugarman : Michael (téléfilm)
- 2014 : Le Vrai du faux de Émile Gaudreault : Marc-André Dupuis
- 2015 : Stonewall de Roland Emmerich : Terry
- 2015 : Le Dep de Sonia Bonspille Boileau : Jérôme
- 2018 : La Bolduc : Fred Calvert[3]
- 2018 : La Chute de l'empire américain : Jimmy

### Télévision
- 1992 : Watatatow : Einstein

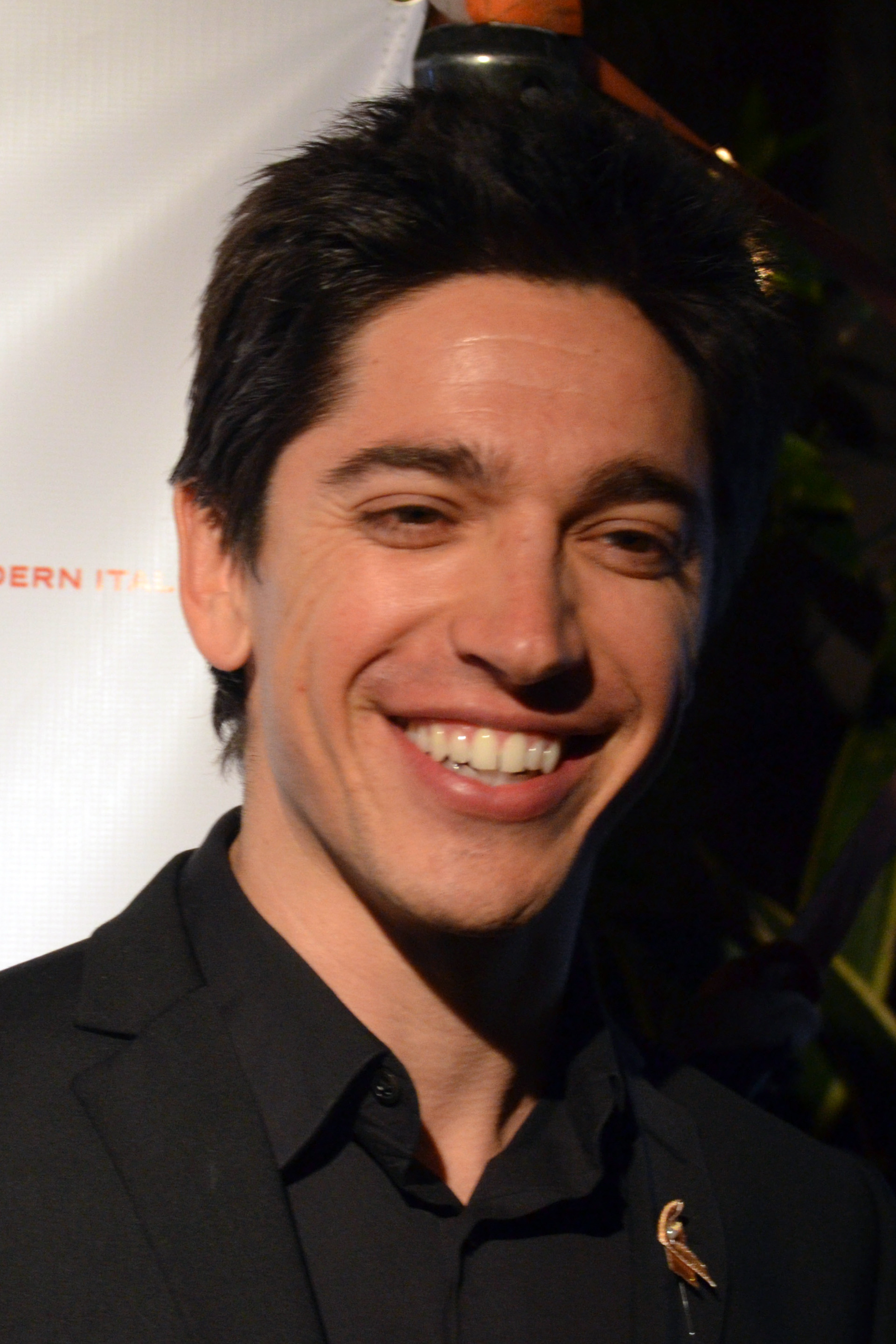
Yan England à Beverly Hills, Los Angeles.

- 1993 - 1999 : Ent'Cadieux : Marc-André Lagacé
- 1998 : La Part des anges : Karim
- 1999 : Opération Tango : assistant médical
- 2000 : Haute Surveillance : Maxime Lamarre (rôle principal)
- 2001 - 2003 : Ayoye! : Kenneth DeGrandpré (rôle principal)
- 2002 : Buffy contre les vampires (Buffy the Vampire Slayer) : O'Donnell (1 épisode, saison 7 ép. 6 — Folles de lui)
- 2003 - 2006 : Ramdam : Antoine Laurin (saisons 3 à 6)
- 2004 : Les Leçons de Josh (Naked Josh) : Frank (1 épisode, saison 1 ép. 8)
- 2005 : Annie et ses hommes : Max (1 épisode, saison 3)
- 2005 : Providence : Syd (saisons 1 à 6)
- 2005 - 2011 : Une grenade avec ça? : Darius Léveillé (rôle principal à partir de la saison 4)
- 2006 : Minuit, le soir : Tom (1 épisode, saison 2)
- 2006 : Getting Along Famously (en) : Ricky Ramone
- 2006 : FranCœur : Joey Nadeau
- 2006 : 15/Love : Lucas
- 2007 - 2008 : Les Sœurs Elliot : David Cohen (rôle principal)
- 2009 - 2016 : Yamaska : Brian Harrison (rôle principal)
- 2010 - 2012 : Les Rescapés : Viateur Bolduc
- 2010 - 2014 : Trauma : Étienne Labrie (rôle principal)
- 2013 : Toute la vérité : Brian Harrison
- 2013 - 2016 : L'Appart du 5e : Théophile Langevin (rôle principal)
- 2017 : 19-Two : Dr Liam Bernard (version anglophone)
- 2017 : American Dream : lui-même (série documentaire)
- 2018 : Ruptures : Vincent Mayer
- 2018-2020 : En tout cas : Simon Girard

### Réalisation
- 2007 : Moi : (aussi producteur et scénariste)
- 2011 : Henry (aussi producteur et scénariste)
- 2016 : 1:54
- 2019 : Les Pays d'en haut (série télévisée)
- 2021 : Sam
- 2024 : Rematch
- 2025 : Fanny

## Animation

### Radio
- 2012 : Le Retour des poids lourds à CKOI-FM 96,9 — animateur de remplacement
- 2012 : Yan, Kim et Billy à CKOI-FM — co-animateur

### Télévision
- 1999 - 2002 : Les Débrouillards
- 2008 - 2014 : Fan Club
- 2010, 2012, 2013 : KARV, l'anti.gala
- 2014 - 2015 : Vol 920

## Distinctions

### Récompenses
- 2011: Gagnant du prix Artis pour meilleur rôle de soutien pour une série jeunesse dans Une grenade avec ça?
- 2012: Gagnant du prix Artis pour émission jeunesse
- 2012 : Prix Karv, l'anti.gala, catégorie Comédien québécois préféré
- 2012 : Prix Gémeaux, catégorie Meilleure animation pour une série jeunesse pour Fan Club[4]
- 2013: Gagnant du prix Artis pour émission jeunesse
- 2013 : Prix Karv, l'anti.gala, catégorie Meilleur comédien québécois de l'année
- 2014: Gagnant du prix Artis pour émission jeunesse
- 2016: Prix du jury junior au Festival de Namur (Belgique) pour 1:54
- 2016: Prix du jury étudiant au Festival d’Angoulême (France) pour 1:54
- 2017: Prix du public au Festival du film francophone de Rome (Italie) pour 1:54

### Nominations
- 2013 : prix Gémeaux, catégorie Meilleure animation série jeunesse pour KARV, l'anti.gala 2012
- 2014 : prix Artis, catégorie Meilleure artiste d'émission jeunesse pour L'Appart du 5e
- 2013 : nomination à l'Oscar du meilleur court métrage en prises de vues réelles pour le film Henry